# Nottebäcks distrikt
Nottebäcks distrikt är ett distrikt i Uppvidinge kommun och Kronobergs län. Distriktet ligger väster om Åseda. 

## Tidigare administrativ tillhörighet
Distriktet inrättades 2016 och utgörs av socknarna Nottebäcks socken och Granhults socken  i Uppvidinge kommun.
Området motsvarar den omfattning Nottebäcks församling hade 1999/2000 och fick 1837 när socknarnas församlingar gick samman.